# P-brana
Antes pensava-se que as partículas ocupavam um ponto individual no espaço. Porém, na Teoria das cordas as partículas são interpretadas como um modo de vibração de cordas unidimensionais. Todavia, essa teoria só pode ser consistente se o espaço-tempo possuir 11 dimensões (uma temporal e dez espaciais), e não quatro.
Não vemos essas 7 dimensões extras porque elas estariam estendidas e enroladas em um espaço menor que o Comprimento de Planck, sendo assim sua observação impossível.
As p-branas são objetos estendidos que surgem da Teoria das Cordas em p dimensões. Uma brana com p=1 é uma corda, uma brana com p=2 é uma membrana, uma brana com p=3 possui três dimensões estendidas, etc. Valores maiores que p só são possíveis em um espaço-tempo com 11 dimensões. Na maioria ou em todos os casos as dimensões p são curvadas para cima como uma rosca. Antes, se tinham 5 diferentes Teorias das Cordas, porém hoje se sabe que elas são diferentes interpretações de uma única teoria, a Teoria-M.